# NGC 1801
NGC 1801 ist ein offener Sternhaufen der großen Magellanschen Wolke im Sternbild Dorado. Er wurde am 24. September 1826 von James Dunlop mit einem 18,7-Zoll-Teleskop entdeckt.